# Școala primară Nr. 1 din Brezoi
Școala primară Nr. 1 din Brezoi, a fost înființată în anul 1904 ca școală privată a Societății forestiere „Lotru”, prin ordinul Ministerului nr.14986/1904 având ca învățător pe Basiliu V. Pop, care preda la patru clase în limbile maghiară, germană și română.

## Istoricul învățământului primar brezoian

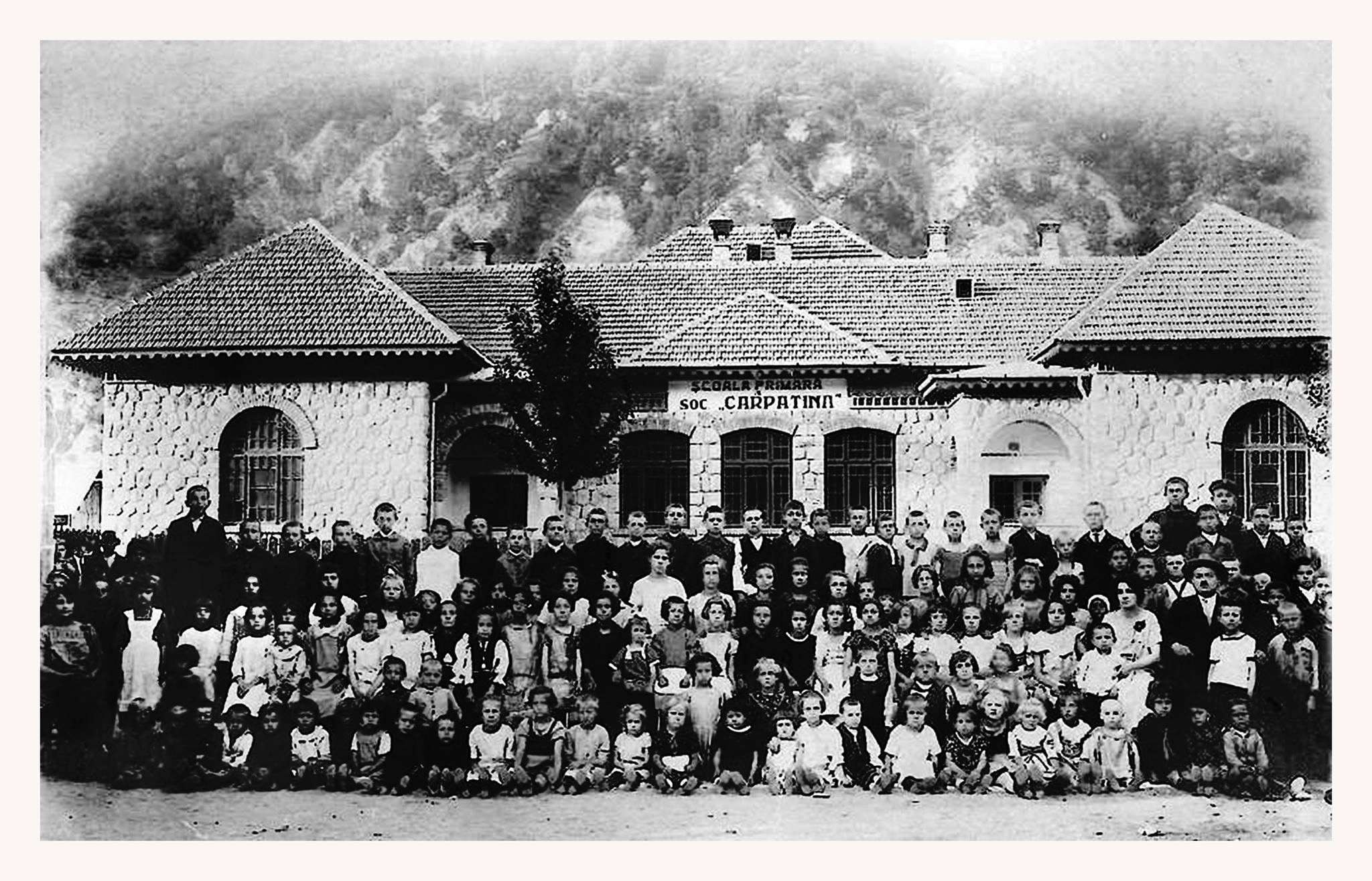
Școala primară a Societății Carpatina - începutul anilor '20

În 1838 s-a înființat prima școală din Brezoi, primii învățători au fost Achim Popescu și Dumitru Monescu, dar după o perioadă scurtă, în 1849 – școala se închide pentru un an. După zece ani, în 1859, Pătru C. Bardașu devine învățător la patru clase și în 1864 se înființează școala din Călinești cu două clase. Din 1904 se înființează Școala nr. 1 ca școală privată a societății forestiere și în 1916 se înființează școala din Proieni.
Este foarte probabil ca școala să fi apărut datorită numărului mare de muncitori străini care lucrau în societatea forestieră, cu intenția de a școlariza copii muncitorilor străini, deoarece o inspecție efectuată în 7 octombrie 1904, deci la foarte scurt timp de la înființare, se solicită în scris învățătorului ca „străinilor în această școală trebuie să li se predea limba română cu istoria și geografia țării”.
În timpul Primului Război Mondial, școala din Brezoi a fost închisă, învățătorul Gheorghe Vălescu din Brezoi fiind mobilizat (Un secol de învățământ, 2001, 113).
După război în 1924 societatea „Carpatina” construiește actuala clădire a Școlii nr. 1;  iar în jurul anului 1928, pe lângă Școala Primară din Brezoi, funcționa și o școală de meserii, unde se învăța tâmplărie, rotărie și cizmărie; și în 1937 a fost înființat un atelier de industrie casnică, consolidând rolul educațional al școlii în comunitate.
În februarie1940 învățătorii subscriu salariul pe o lună pentru “Bonurile de înzestrare ale armatei” și la școală se exista o cantină unde serveau ceaiul dimineața 40 de elevi, iar la prânz masa completă 20 de elevi.
În timpul Guvernării legionare, toate documentele și averea organizației „Straja Țării” au fost confiscate de mișcarea legionară.  
În anul școlar 1940-1941 au plecat din școală 23 elevi cu mențiunea “Plecat în teritoriul cedat Ungariei”, iar 10 elevi au fost excluși din școală cu mențiunea “Exclus din școală în baza Decretului Lege din 11 oct. 1941, după cum reiese din registrul matricol.
În anul 1943 cantina încă funcționa în foarte bune condiții și 64 elevi săraci de la cursul primar primeau o masă și 16 copii mici un total de 80 elevi. Se servea dimineața cafea cu pâine și la prânz mâncare, dându-se de două ori pe săptămână carne.
După terminarea celui de-al doilea război și pierderea Basarabiei, în Brezoi vin mai mulți învățători refugiați din Moldova, care o vreme vor preda la această școală.
După desființarea Societății „Carpatina” în 1948, școala a trecut în proprietatea statului și devine școală de stat cu denumirea „Școala elementară cu 4 clase nr. 2”.
Pentru începutul anului școlar 1948-1949, se organizează serbări școlare pentru strângerea fondurilor necesare întreținerii școlii “deoarece pe viitor, nu mai este subvenționată de societatea Carpatina.” 
În 1949, cursurile școlii erau urmate de 144 de băieți și fete. și până în 1954, aici a funcționat și „Școala Profesională de Industrializare a Lemnului”. Elevilor, în majoritate fii de muncitori, li se asigura internat și masă, uniforme școlare și alte gratuități; , iar în 1952 sistemul de notare este de la 5 la 1.
Între anii 1953-1955 la conducerea școlii vine pentru 2 ani, învățătorul Grama Gheorghe, care rămâne în continuare învățător până la pensionare în 1975, locul lui fiind ocupat in continuare din anul 1968 până în octombrie 1980, de Ionașcu Gheorghe.  și între anii 1980 până în ianuarie 1990 directorul școlii a fost numit învățătorul Ioan Vâtcă, venit în școală în 1974.
Din ianuarie 1990 și până până la publicarea monografiei, directorul școlii a fost învățătorul Bădescu Constantin, absolvent al Liceului pedagogic din Craiova, venit în școală din 1976.
De-a lungul deceniilor, instituția a fost martora unor importante transformări educaționale și sociale, adaptându-se permanent nevoilor locale.

## Directorii școlii
- de la înființarea școlii până la publicarea monografiei-
| Nr. Crt. | Nume și prenume      | Perioada                 |
| -------- | -------------------- | ------------------------ |
| 1        | Basiliu V. Pop       | 1904 – 1907 (1906)       |
| 2        | Gheorghe Vălescu     | 1907 – 1911              |
| 3        | Constantin Popescu   | 1911 – 1912              |
| 4        | Nicolae N. Iepureanu | 1912 – 1947              |
| 5        | Dumitru Popescu      | 1947 – 1949              |
| 6        | Gheorghe Grama       | 1949; 1953 – 1955        |
| 7        | Ana Popescu          | 1949 – 1953              |
| 8        | Vasile Ion           | 1955 – 1959; 1963 – 1967 |
| 9        | Traian Popescu       | 1959 – 1963              |
| 10       | Ilie Pavelescu       | 1967 – 1968              |
| 11       | Gheorghe Ionașcu     | 1968 – 1980              |
| 12       | Ioan Vâtcă           | 1980 – 1990              |
| 13       | Constantin Bădescu   | 1990 – 2003              |

## Modernizări și proiecte
- În perioada 2014–2015, școala a trecut printr-un amplu proces de reabilitare și modernizare, finanțat din fonduri europene. Proiectul a inclus schimbarea învelitorii, reabilitarea grupurilor sanitare și construcția unei mansarde, contribuind semnificativ la îmbunătățirea condițiilor pentru elevii școlii.[5]

- În anul 2024, a fost lansat un proiect amplu de eficientizare energetică și implementare a măsurilor anti-segregare, cu o valoare totală de 3.871.086,84 lei. Proiectul are ca scop asigurarea unui mediu educațional modern, sigur și incluziv.[6]

## Impact educațional și comunitar
Deși clădirea actuală din piatră datează din perioada interbelică (1924–1928), fiind încă în uz și având o vechime de peste 95 de ani, Școala Primară Nr. 1 din Brezoi a educat generații întregi de elevi și continuă să fie un pilon important în formarea tinerilor din zonă, contribuind prin activitatea sa la dezvoltarea intelectuală și morală a acestora și jucând un rol esențial în viața comunității locale.
Statutul instituției este confirmat prin includerea sa în rețeaua școlară oficială, aprobată de Consiliul Local Brezoi și avizată de Inspectoratul Școlar Județean Vâlcea, în baza planului de școlarizare 2024–2025.